# FC Linköping City
FC Linköping City är en fotbollsklubb i Linköping. Föreningen bildades i slutet av 2012, sedan FK Linköping och FC Syrianska Linköping slagit samman sina verksamheter. Föreningen gick upp 2013 och spelade i division 2 från 2014 till och med 2017 då klubben nådde division 1 som laget spelade i från 2018 till och med 2021 då Linköping City som tabelljumbo degraderades till division 2. Klubben nekades elitlicens och fick därför spela i Division 3 Nordöstra Götaland år 2022. När laget inte dök upp på bortamatchen mot Hvetlanda GIF uteslöts laget av Svenska fotbollförbundet på grund av walk over. Senare år 2022 meddelade styrelsen att man planerade att avveckla klubben, dock så krävs det 2/3 majoritet av medlemmarna på två årsmöten med minst 30 dagar mellan för att kunna upplösa FC Linköping City enligt klubbens stadgar. 

## Bakgrund till Linköping City (1912-2012)

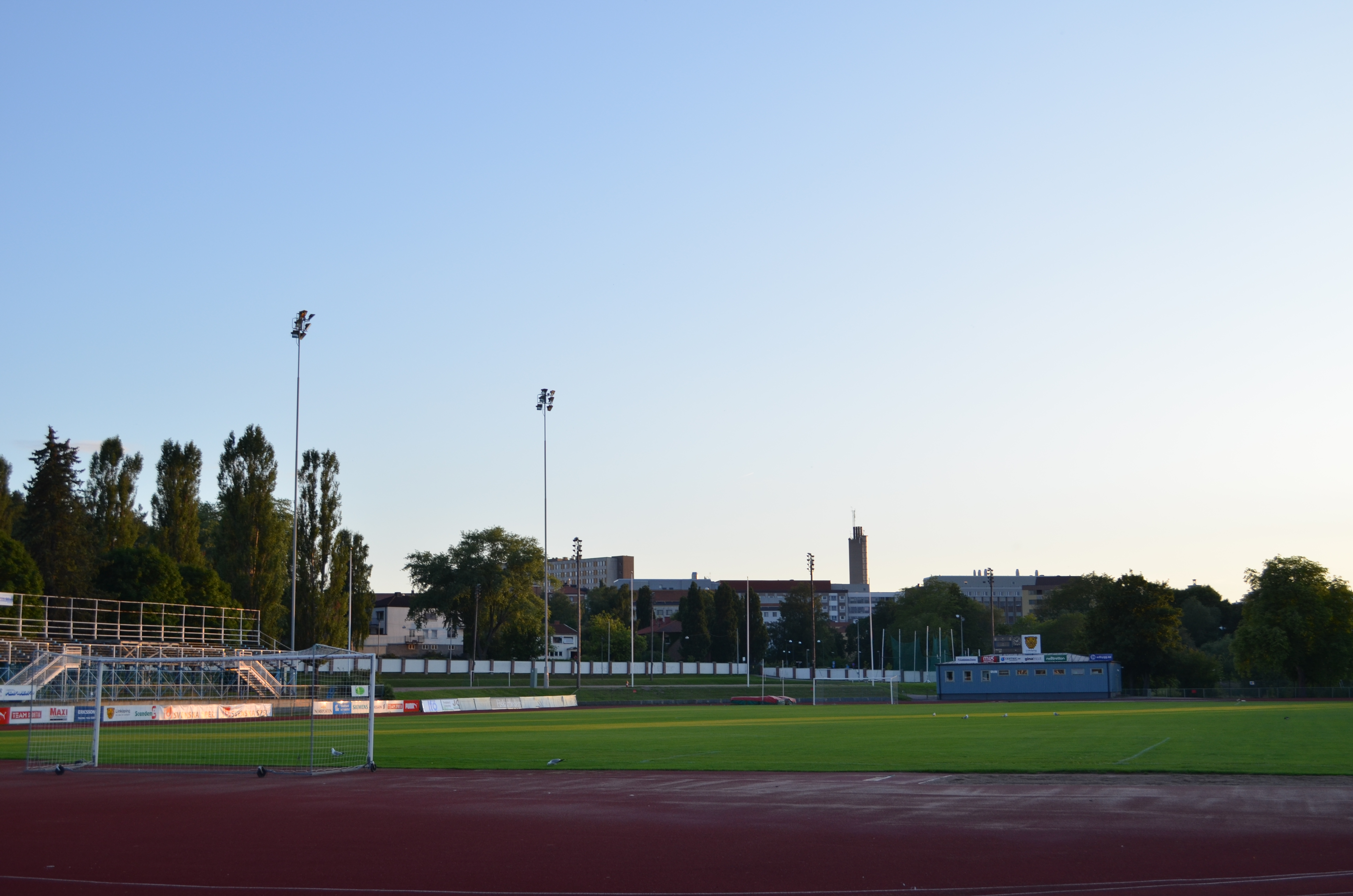
Folkungavallen (2011)

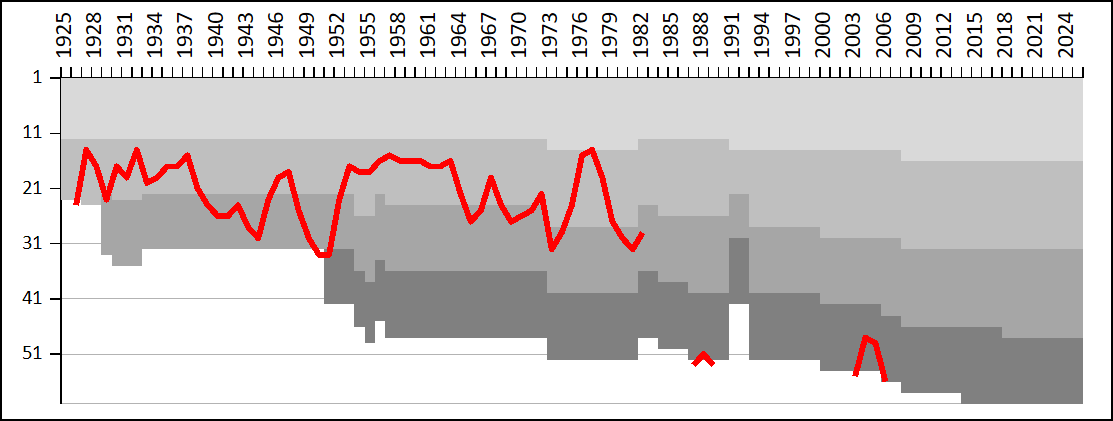
BK Derbys ligaplaceringar 1925-1982

### IF Saab
Traditionellt sett har de två tongivande fotbollslagen i Linköping varit IF Saab och BK Derby. 1932 och 1957 var IF Saab nära avancemang till Allsvenskan men etablerade sig snarare som ett stabilt lag i division II. Företaget Saab hade redan på 1940-talet sponsrat diverse lag i Linköping, däribland BK Derby, men på 1950-talet bestämde man sig att satsa alla resurser på korplaget IF Saab (grundad 1941) och gick i täten när fotbollen i Sverige professionaliserades. På 1960-talet hade laget etablerat sig i tvåan och var nära att gå upp i Allsvenskan både 1966 och 1971. När klubben värvade Gunnar Nordahl lyckades Saab att vinna division II 1972 och blev därmed första Linköpingslaget att nå Allsvenskan. Sejouren 1973 blev dock bara ettårig, med ett par resultat som stack ut, bland annat segrar mot IFK Norrköping (2-0) och mot Elfsborg (2-1) samt en tapper insats mot regerande mästare från Åtvidaberg inför drygt 17 000 åskådare på Folkungavallen. Förlusten mot Sirius hösten 1973 beseglade nedflyttningen.

### BK Derby
Konkurrenterna från BK Derby skulle bli nästa lag att gå upp i Allsvenskan. Föreningen, grundad 1912, hade nått SM-finalen redan 1925, då laget dock förlorade mot Brynäs IF. I slutet av 1960-talet hade Derby en utmärkt ungdomsverksamhet. När allt fler spelare blev proffs i Sverige försökte Derby att bemöta detta genom en bred ungdomssatsning och hade som mest 36 ungdomslag. Denna satsning spreds även till skolorna, Katedralskolan i Linköping vann Skol-SM både 1974 och 1975. Och ett av pojklagen vann 70-iaden 1972. Från detta lag tillhörde fem spelare den trupp som överraskande vann division II 1976 där man lämnade tunga lag som GIF Sundsvall, Sirius och även Saab bakom sig. Efter avancemanget till Allsvenskan sa Derbyordförande Erling Sandberg att man skulle "måla hela stan grön" (Derby spelade i gröna tröjor). Men i praktiken lyckades Derby inte värva någon spelare med allsvensk rutin inför säsongen utan fick istället nöja sig med det lag som hade gått upp i Allsvenskan. En bra vårsäsong med bara en förlust hemma på Folkungavallen följdes av en svag höstsäsong där laget tog med sig enbart en bortapoäng. Inte minst de många uddamålsförlusterna visade att Derby inte höll allsvensk klass och därmed slutade även Derbys äventyr i högsta serien efter bara ett år.

### Från LFF till Linköping City

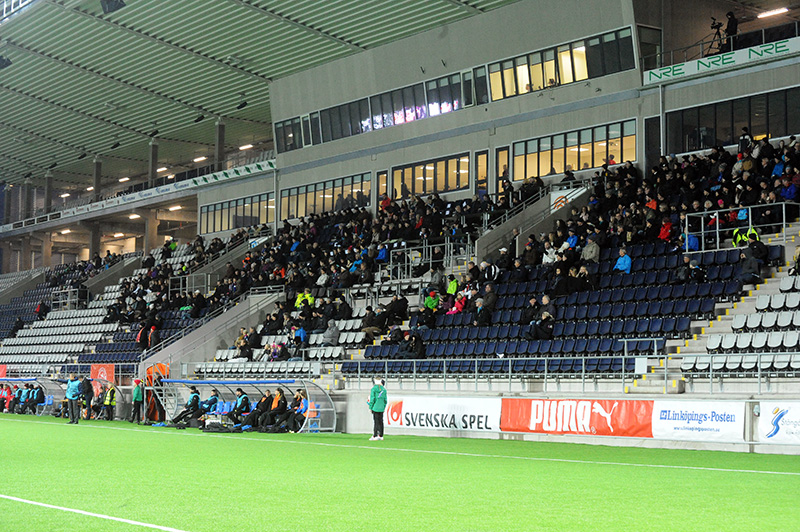
Linköpings Arena (2014)

Derby hade alltid varit Linköpings mest populära lag men det som Derby saknade var en bra ekonomi, någonting som konkurrenterna i IF Saab hade. Därför fördes samtal om att slå ihop Derby och Saab, men i Derby rådde det delade meningar om fusionen som avvisades med en rösts marginal på klubbens årsmöte.[när?] Istället bildades en allians mellan båda klubbar, men efter ett år ersattes namnet "Derby" med det nya namnet Linköpings FF (LFF). Detta föranledde Derbys supporterförening, med Tage Nilson i spetsen, att lämna LFF och att starta om BK Derby i division 6. LFF i sin tur nådde inga större framgångar. 2009 bestämde LFF:s styrelse att ingå en fotbollsallians med bl a Östria Lambohov och Ljungsbro. Den nya alliansen antog namnet FK Linköping och ersatte LFF. 2011 anslöt FC Linköpings United till alliansen och blev en del av FK Linköping. 2012 fusionerade FK Linköping med FC Syrianska och kallade sig Syrianska/FK Linköping under denna säsong. FC Syrianska Linköping hade i sin tur bildats 2002, men hade rötter tillbaka till 1981. Vid årsskiftet 2012/13 slogs FK Linköping ihop med Assyriska och bildade den nya klubben FC Linköping City.

## FC Linköping City (2012-2022)

### Från division 3 till division 1
Inför säsongen 2012 ingick FK Linköping och FC Syrianska Linköping en fusion. Föreningarna övertog då FK Linköpings plats i division 3, och spelade under det inofficiella klubbnamnet FK Linköping/Syrianska. Vintern 2012 startades så den nya föreningen upp och fick sitt officiella klubbnamn, FC Linköping City. Föreningen bildades för att man ville se en ordentlig elitsatsning på fotboll i Linköping. I samband med bildandet satte föreningen upp målsättningen att de skulle nå Allsvenskan inom sex år. Under ledning av erfarna tränaren Giles Stille vann föreningen också Division 3 Nordöstra Götaland storstilat 2013 – då de hade hela 22 poäng ned till andraplatsen. Väl uppe i division 2 gick det dock trögare för föreningen, då FC Linköping City blev kvar i "tvåan" under fyra säsongers tid. Efter två raka andraplatser 2015 och 2016 kom dock så den efterlängtade seriesegern 2017.
Efter seriesegern gjorde föreningen 2018 sin första säsong i division 1 och avslutade säsongen med en nionde plats. Den 8 oktober 2018 meddelade man att man skulle gå ihop med AFK Linköping för att kunna nå eliten snabbare. AFK blev då Citys andralag och behöll sin dåvarande plats i Division 2 Södra Svealand. 2019 blev den bästa säsongen i föreningens historia hittills när Linköping City hamnade på en tredjeplats. Säsongen 2020 avslutade City återigen på plats nummer nio.

### Från division 1 till avveckling

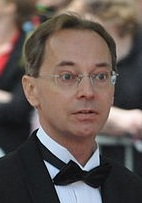
Gunnar Axén (2010)

Säsongen 2021 kantrades av olika svårigheter. Storsponsorn Michael Cocozza och Tuncay Yüksel lämnade klubben i början av året vilket ledde till att nästan hela laget byttes ut. Dessförinnan hade tränaren Khalid Neshati stängts av i ett år efter att ha förolämpat domaren upprepade gånger under en seriematch mot Sylvia hösten 2019. Eftersom Neshati bröt mot avstängningen fick City betala böter. I februari anslöt Ken Ring till klubben men lämnade under våren, precis som Carlos Banda som blev huvudtränare i april och som slutade efter några månader. På sensommaren tillträdde en ny styrelse med Gunnar Axén som ordförande. Sportsligt sett ägnade Linköping hela säsongen åt att undvika nedflyttning från division 1 södra. Därtill uppstod laginterna problem när målvakten Bavo Coenen fick lämna laget efter ett 1-5 mot Österlen. Enligt Coenen och hans rådgivare blev han utskälld av tränaren Carlos Banda i pausen och att Ken Ring sade upp Coenens kontrakt samt att han fick lämna sin lägenhet dagen efter. Ken Ring nekar till anklagelserna. FIFA gick med på Coenens linje och dömde City till kontraktsbrott vilket innebar att klubben fick betala drygt 100 000 kr till Coenen. Dessa böter tillsammans med böterna för Neshati (se ovan) betydde att den nya styrelsen under Gunnar Axén fick betala sammanlagt 250 000 kr. På den sportsliga sidan blev förlusten mot Trollhättan (0-2) i 26:e omgången (av 30) spiken i kistan för City som efter den matchen var klara för nedflyttning. Laget hade fram till dess endast vunnit fyra matcher på hela säsongen.
Eftersom Linköping City inte uppfyllde kraven för elitlicensen flyttades klubben ner ytterligare en division och startade 2022 i division 3 Nordöstra Götaland. Den 18 maj 2022 meddelade Svenska Fotbollförbundets Tävlingskommitté att FC Linköping City utesluts ur division 3 efter att tidigare under säsongen lämnat walk over mot Hvetlanda GIF. Den tredje juni meddelade klubbens ordförande, Gunnar Axén, att styrelsen beslutat att avveckla föreningen. Som skäl angav styrelsen att klubben inte lyckades hitta någon sponsor för att kunna betala de skulder som föreningen hade samlat på sig, bl a straffavgifterna som uppstod under år 2021 (se ovan).

## Kända spelare
- Dinko Felić
- Lewon Patjadzjan
- Lawson Sabah

## Säsonger

### Resultat i seriespel
| Säsong | Nivå | Serie                         | Placering | Notering                                                |
| ------ | ---- | ----------------------------- | --------- | ------------------------------------------------------- |
| 2013   | 5    | Division 3 Nordöstra Götaland | 1         | Uppflyttade till division 2                             |
| 2014   | 4    | Division 2 Södra Svealand     | 9         | -                                                       |
| 2015   | 4    | Division 2 Södra Svealand     | 2         | -                                                       |
| 2016   | 4    | Division 2 Södra Svealand     | 2         | Åkte ut i första kvalomgången till division 1           |
| 2017   | 4    | Division 2 Södra Svealand     | 1         | Uppflyttade till division 1                             |
| 2018   | 3    | Division 1 Norra              | 9         | -                                                       |
| 2019   | 3    | Division 1 Norra              | 3         | -                                                       |
| 2020   | 3    | Division 1 Södra              | 9         | -                                                       |
| 2021   | 3    | Division 1 Södra              | 16        | Nedflyttade till division 3 på grund av ekonomiska skäl |
| 2022   | 5    | Division 3 Nordöstra Götaland | -         | Uteslöts på grund av walk over                          |

### Interna skyttekungar
- 2013: Johan Roxström, 16 mål.
- 2014: Daniel Lindberg och Mohamed Kabia, 5 mål.
- 2015: Josh Bragg, 11 mål.
- 2016: Michael Uwezu, 12 mål.
- 2017: Esat Jashari, 17 mål. (Skytteligavinnare i Division 2 Södra Svealand)
- 2018: Esat Jashari, 14 mål.
- 2019: Michael Morais, 14 mål.

Källa: SvFF